# Chloris gayana
Chloris gayana är en gräsart som beskrevs av Carl Sigismund Kunth. Chloris gayana ingår i släktet kvastgrässläktet, och familjen gräs. Inga underarter finns listade i Catalogue of Life.

## Bildgalleri

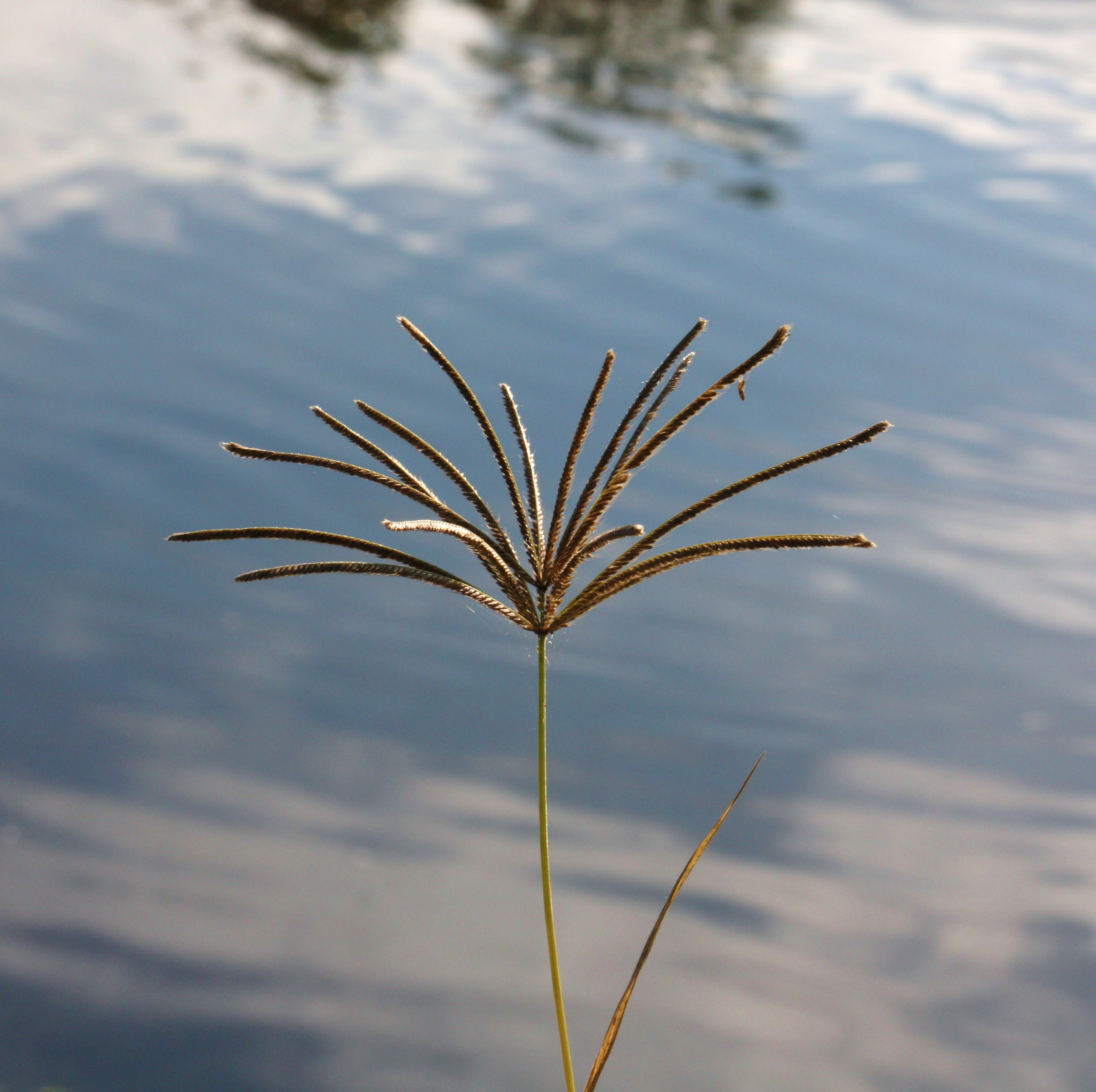
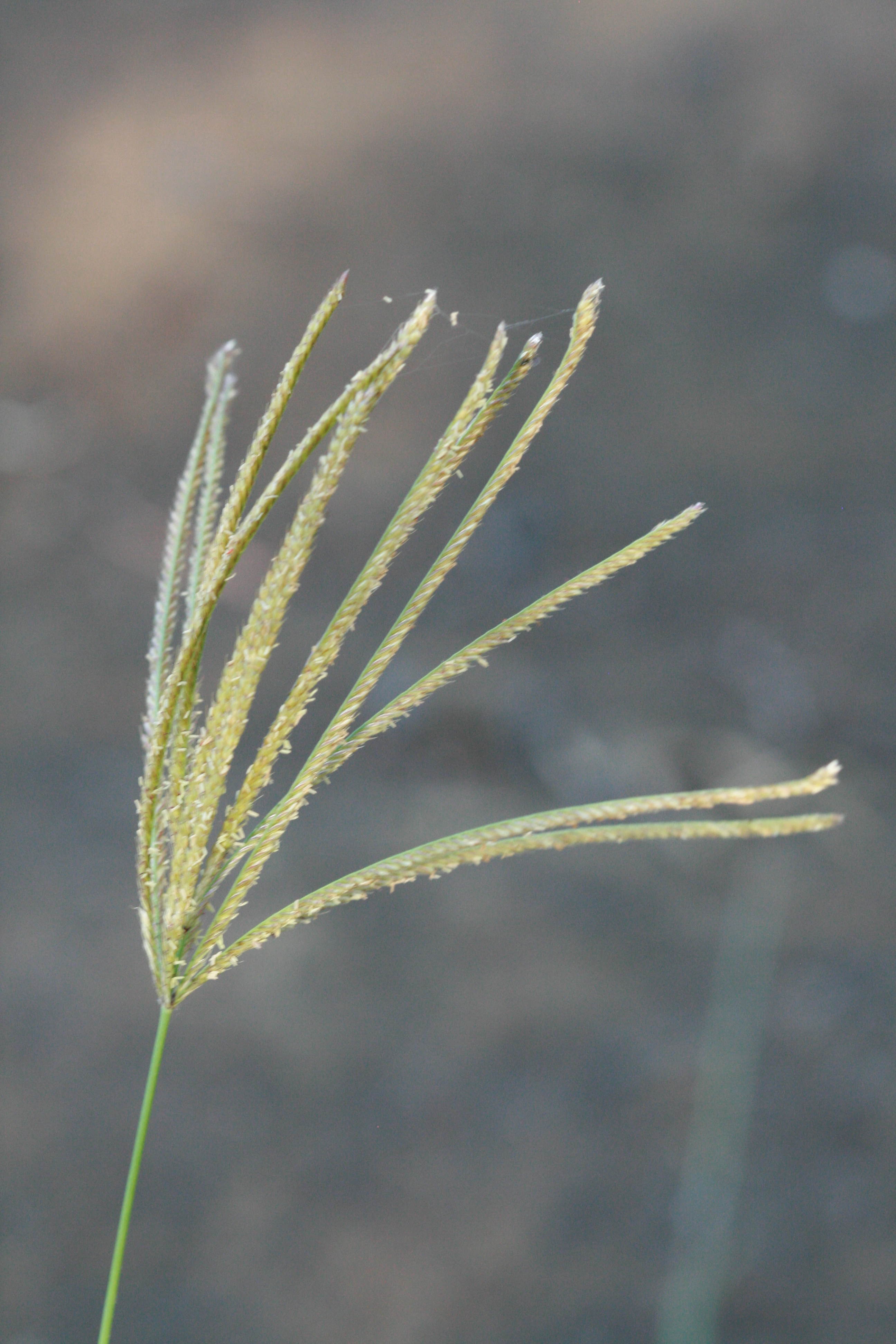
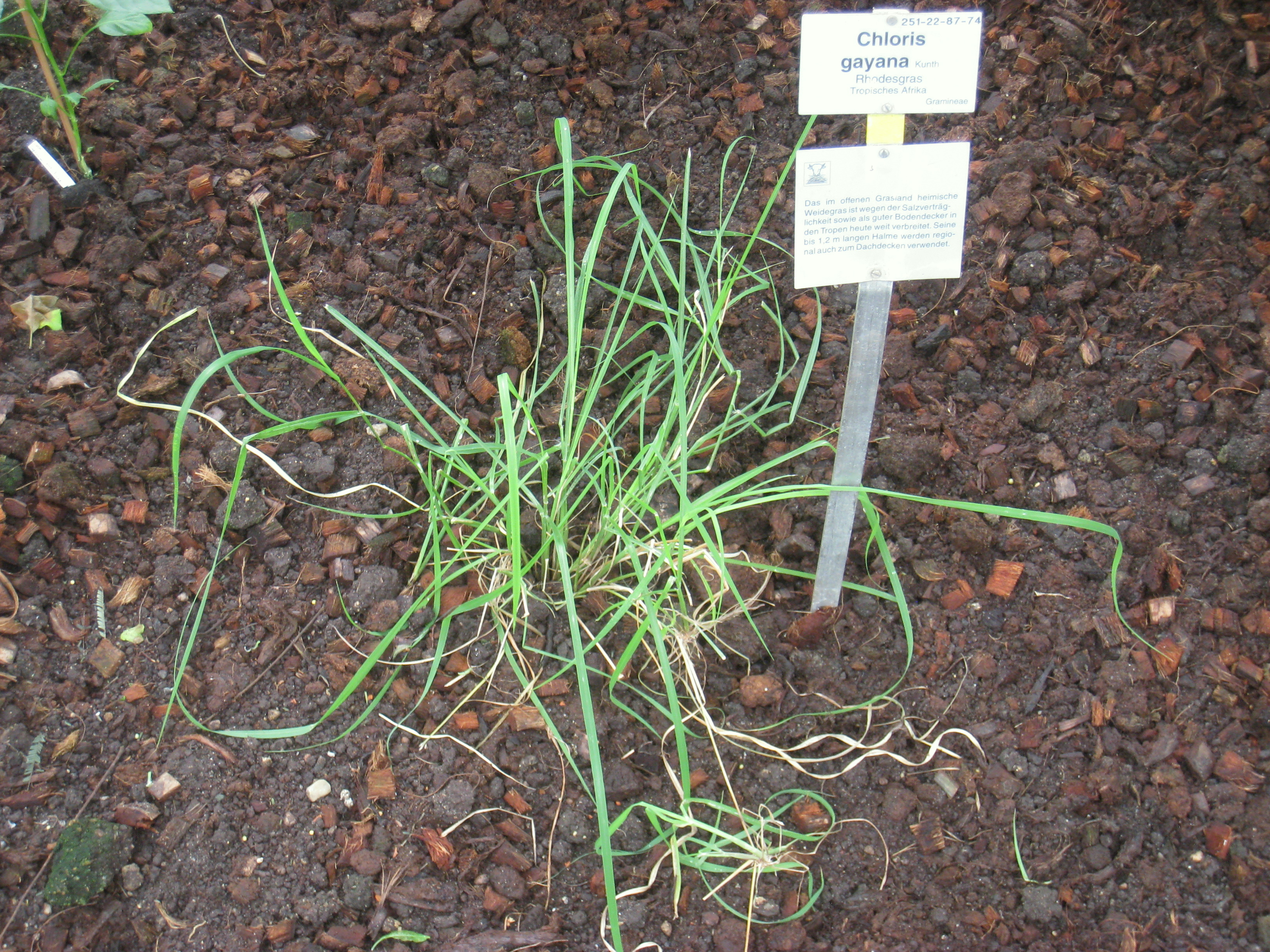
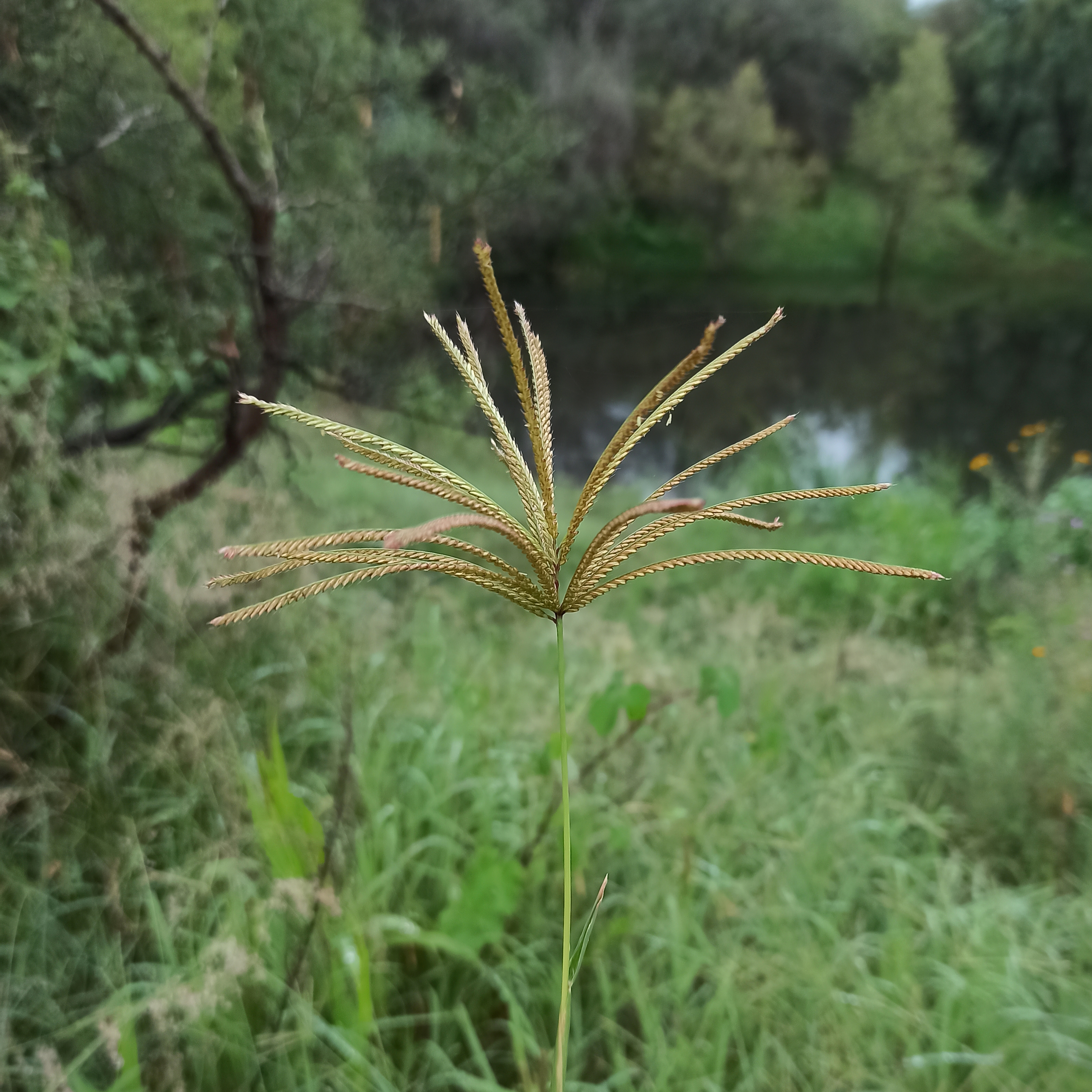